# پنا (تگزاس)
پنا (به انگلیسی: Pena) یک منطقهٔ مسکونی در ایالات متحده آمریکا است که در تگزاس واقع شده‌است. پنا ۱۱۸ نفر جمعیت دارد.